# Chrysina beyeri
Chrysina beyeri (лат.) — вид жуков из семейства пластинчатоусых. Распространён на юге США и в Мексике. Один из 4 видов рода в США.

## Описание
Длина взрослых особей от 2,5 до 3,2 см, их надкрылья ярко-зелёные. Ноги металлически сиреневой окраски.

## Образ жизни
Обитают в дубовых лесах в горах и долинах. Имаго активны летом, преимущественно ночью. Питаются листьями дубов. Способ питания личинки в природе неизвестен, но в неволе развивается в разлагающейся древесине дуба.

## Ареал
В Соединенных Штатах Америки встречается на юго-востоке штата Аризона, также обитает в близлежащих районах Мексики.